# Bahnstrecke Vaggeryd–Jönköping
| Bahnhof Vaggeryd | |                                                                       |                                                                       |
| Streckennummer: | 83 |                                                                       |                                                                       |
| Streckenlänge: | 35 km, ab 1972: 38 km                                                                                   |                                                                       |                                                                       |
| Spurweite: | 1435 mm (Normalspur)                                                                                    |                                                                       |                                                                       |
| Stromsystem: | Jönköping C–Jönköping gbg: 15 kV, 16⅔ Hz ~                                                              |                                                                       |                                                                       |
| Maximale Neigung: | 16,67 ‰                                                                                                 |                                                                       |                                                                       |
| Minimaler Radius: | 300 m                                                                                                   |                                                                       |                                                                       |
| Streckengeschwindigkeit: | Bandel 715 (Jönköpings central)–Jönköpings gbg: 60 km/h Bandel 731 (Jönköping gbg)–(Vaggeryd): 100 km/h |                                                                       |                                                                       |
| | |                                                                       |                                                                       |
| \| \| \| Bahnstrecke Nässjö–Falköping von Falköping \| \| \| \| 0 \| Jönköping C \| Jönköping C \| \| \| \| Bahnstrecke Nässjö–Falköping nach Nässjö \| \| \| \| \| \| \| \| \| \| Jönköping Hamn personbangård \| \| \| \| \| Jönköping Hamn godsbangård \| \| \| \| 2 ½ \| Rocksjön \| Rocksjön \| \| \| 4 ½ \| Jönköping gbg \| Jönköping gbg \| \| \| \| Jordbrons lastplats \| \| \| \| \| \| \| \| \| \| Bahnstrecke Borås–Jönköping nach Borås \| \| \| \| 9 \| Hovslätt (ehem. Bf.) \| Hovslätt (ehem. Bf.) \| \| \| 13 \| Norrahammar (ehem. Bf.) \| Norrahammar (ehem. Bf.) \| \| \| \| nach Torsviks pappersbruk (5 km) \| \| \| \| 17 \| Taberg (ehem. Bf., bis 1961 Smålands Taberg ) \| Taberg (ehem. Bf., bis 1961 Smålands Taberg ) \| \| \| \| Månsarp \| \| \| \| \| zum Industriegebiet Torsvik (seit 1974, 7 km, Gleisdreieck seit 2010) \| \| \| \| 26 \| Ekeryd (ehem. Bf.) \| Ekeryd (ehem. Bf.) \| \| \| 29 \| Bratteborg (ehem. Bf.) \| Bratteborg (ehem. Bf.) \| \| \| 34 \| Byarum (ehem. Bf.) \| Byarum (ehem. Bf.) \| \| \| \| Bahnstrecke Halmstad–Nässjö von Nässjö \| \| \| \| 38 \| Vaggeryd \| Vaggeryd \| \| \| \| Bahnstrecke Halmstad–Nässjö nach Halmstad \| \| \| \| \| \| \| \| Quellen: [2] \| \| \| \| | |                                                                       |                                                                       |
| Strecke | | Bahnstrecke Nässjö–Falköping von Falköping                            | Bahnstrecke Nässjö–Falköping von Falköping                            |
| Bahnhof | 0 | Jönköping C                                                           | Jönköping C                                                           |
| Abzweig geradeaus und nach links | | Bahnstrecke Nässjö–Falköping nach Nässjö                              | Bahnstrecke Nässjö–Falköping nach Nässjö                              |
| Strecke von links (außer Betrieb) · Abzweig geradeaus und ehemals nach rechts | |                                                                       |                                                                       |
| Bahnhof (Strecke außer Betrieb) · Strecke | | Jönköping Hamn personbangård                                          | Jönköping Hamn personbangård                                          |
| Dienststation / Betriebs- oder Güterbahnhof (Strecke außer Betrieb) · Strecke | | Jönköping Hamn godsbangård                                            | Jönköping Hamn godsbangård                                            |
| Strecke (außer Betrieb) · Haltepunkt / Haltestelle | 2 ½ | Rocksjön                                                              | Rocksjön                                                              |
| Strecke (außer Betrieb) · Dienststation / Betriebs- oder Güterbahnhof | 4 ½ | Jönköping gbg                                                         | Jönköping gbg                                                         |
| Blockstelle (Strecke außer Betrieb) · Strecke | | Jordbrons lastplats                                                   | Jordbrons lastplats                                                   |
| Strecke nach links (außer Betrieb) · Abzweig geradeaus, ehemals nach rechts und ehemals von rechts | |                                                                       |                                                                       |
| Abzweig geradeaus und ehemals nach rechts | | Bahnstrecke Borås–Jönköping nach Borås                                | Bahnstrecke Borås–Jönköping nach Borås                                |
| Haltepunkt / Haltestelle | 9 | Hovslätt (ehem. Bf.)                                                  | Hovslätt (ehem. Bf.)                                                  |
| Haltepunkt / Haltestelle | 13 | Norrahammar (ehem. Bf.)                                               | Norrahammar (ehem. Bf.)                                               |
| Abzweig geradeaus und ehemals nach links | | nach Torsviks pappersbruk (5 km)                                      | nach Torsviks pappersbruk (5 km)                                      |
| Haltepunkt / Haltestelle | 17 | Taberg (ehem. Bf., bis 1961 Smålands Taberg )                         | Taberg (ehem. Bf., bis 1961 Smålands Taberg )                         |
| Bahnhof | | Månsarp                                                               | Månsarp                                                               |
| Abzweig geradeaus, nach links und von links | | zum Industriegebiet Torsvik (seit 1974, 7 km, Gleisdreieck seit 2010) | zum Industriegebiet Torsvik (seit 1974, 7 km, Gleisdreieck seit 2010) |
| Blockstelle | 26 | Ekeryd (ehem. Bf.)                                                    | Ekeryd (ehem. Bf.)                                                    |
| Blockstelle | 29 | Bratteborg (ehem. Bf.)                                                | Bratteborg (ehem. Bf.)                                                |
| Blockstelle | 34 | Byarum (ehem. Bf.)                                                    | Byarum (ehem. Bf.)                                                    |
| Abzweig geradeaus und von links | | Bahnstrecke Halmstad–Nässjö von Nässjö                                | Bahnstrecke Halmstad–Nässjö von Nässjö                                |
| Bahnhof | 38 | Vaggeryd                                                              | Vaggeryd                                                              |
| Strecke | | Bahnstrecke Halmstad–Nässjö nach Halmstad                             | Bahnstrecke Halmstad–Nässjö nach Halmstad                             |
| | |                                                                       |                                                                       |
| Quellen: | |                                                                       |                                                                       |

Die Bahnstrecke Vaggeryd–Jönköping  ist eine 35 Kilometer lange normalspurige Eisenbahnstrecke in Schweden. Sie wurde von der Halmstad–Nässjö Järnvägsaktiebolag (HNJ), einer privaten Eisenbahngesellschaft, zwischen Vaggeryd und Jönköping erbaut.

## Geschichte
Die Halmstad–Nässjö Järnvägsaktiebolag nahm den Plan der in Konkurs gegangenen Halmstad–Jönköping Järnvägsaktiebolag wieder auf, wie die Vorgängergesellschaft eine Bahnstrecke nach Jönköping zu bauen. Da die Hauptstrecke inzwischen nach Nässjö führte, wurde 1883 die Möglichkeit einer Zweiglinie von Götafors nach Jönköping untersucht, die aus Geldmangel nicht gebaut werden konnte.
1889 wurde E. Westerberg vom Väg- och vattenbyggnadskåren beauftragt, eine Vorschlag für eine normalspurige Bahn zwischen Vaggeryd und Jönköping auszuarbeiten. Eine Gruppe von Lokalpolitikern und Geschäftsleuten beantragte eine Konzession für diese Strecke, die am 9. Mai 1890 bewilligt wurde. Auf Grund einiger Einschränkungen in dieser Konzession wurden die Planungen von Carl Johan Jehander umgearbeitet. Sein Vorschlag, einen Güter- und Rangierbahnhof südlich der Papiermühle von Munksjö und einen Bahnhof am Hafen zu errichten, wurde am 4. September 1891 genehmigt.
Zuvor gab es Überlegungen, die Strecke wie die Bahnstrecke Jönköping–Gripenberg (JGJ) im Kosta-System, einer schwedischen Variante der Decauville-Feldbahn mit einer Spurweite von zwei schwedischen Fuß auszuführen. Die beiden Strecken sollten südlich zwischen Rocksjön und Munksjön zusammenführen, etwa an der Stelle, an der heute der Rangierbahnhof von Jönköping liegt. Allerdings wurde die Strecke nach Erteilung der Konzession in Normalspur und nur die JGJ im Kosta-System gebaut.
Die Inhaber der Konzession konnten die HNJ dafür gewinnen, den Zugverkehr auf der geplanten Strecke zu übernehmen. Die Gesellschaft ließ die Kosten für den Bau selbst berechnen und kam mit 1.185.000 Kronen ungefähr auf die Schätzungen Westerbergs mit 1.075.000 Kronen.
Nach Verhandlungen übernahm die HNJ zudem die Konzession am 1. April 1892 und beauftragte Carl Jehander, die Strecke zu bauen. Die Eröffnung für den öffentlichen Verkehr fand am 12. November 1894 statt. Die Strecke wurde mit Schienen mit einem Metergewicht von 22,5 kg/m errichtet, die damalige Höchstgeschwindigkeit betrug 40 km/h.

## Verstaatlichung
Im Rahmen der allgemeinen Eisenbahnverstaatlichung ging die HJN und damit die Strecke Vaggeryd–Jönköping am 1. Juli 1945 in Staatsbesitz über, die Betriebsführung übernahmen Statens Järnvägar.

## Streckenführung
Die Einfahrt in den Bahnhof Jönköpings Hamns personbangård, der den Endpunkt der Bahn bildete, erfolgte am Westufer des Munksjön über Jordbrons lastplats, das Gewerbegebiet Munksjö und Jönköpings Hamns godsbangård. Von Jönköpings Hamns personbangård führte ein Verbindungsgleis zur Jönköpings statsbanestation.
1972 wurde die Linienführung geändert, ab diesem Zeitpunkt nahmen die Züge nach Jönköping C den gleichen Weg wie früher die Züge der bereits 1960 stillgelegten Bahnstrecke Borås–Jönköping. Der Umweg über den Rangierbahnhof und Rocksjön betrug drei Kilometer. Im gleichen Jahr wurde die vier Kilometer lange Strecke zwischen Jönköping C und dem Rangierbahnhof elektrifiziert.

## Betrieb
Als eine der ersten Strecken Schwedens wurde die Verbindung 1985 unter dem Namen Krösatågen als regionale Bahngesellschaft in die Eigenverantwortung entlassen. Der Name wurde später durch Länstågen ersetzt, existiert jedoch heute wieder. In den letzten Jahren hat sich Länstrafiken auf Direktverbindungen zwischen den größten Städten Smålands von Jönköping nach Växjö über Vaggeryd und Värnamo konzentriert. Aus diesem Grunde ist die Strecke heute noch in Betrieb, obwohl Statens Järnvägar bereits 1971 die Stilllegung planten.
Die Personenzüge werden von DSB Småland AB in der Relation Jönköping–Värnamo–Växjö gefahren, zum Einsatz kommen Dieseltriebwagen der Baureihen Y1 und Y31/Y32. Der Güterverkehr erfolgt hauptsächlich zwischen Jönköping Güterbahnhof und Månsarp (–Torsvik). Das neue Gleisdreieck bei Månsarp ermöglicht den Verkehr von Torsvik in Richtung Vaggeryd. Die Strecke Jönköping C–Jönköping Rangierbahnhof wird durch mehrere Züge pro Tag bedient.